# Brojce
Brojce est une localité polonaise, siège de la gmina rurale de Brojce, située dans le powiat de Gryfice en voïvodie de Poméranie-Occidentale. Elle se situe à environ 12 km au nord-est de la ville de Gryfice et 80 km au nord-est  de la capitale régionale Szczecin.

## Géographie

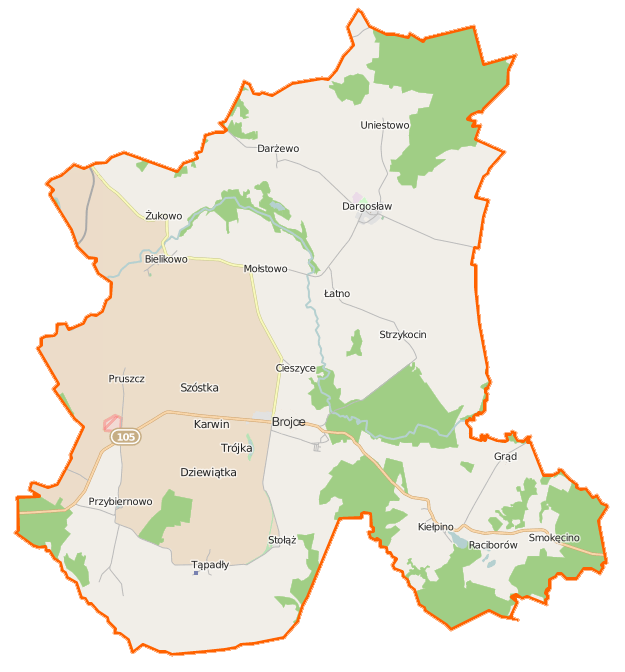
Carte de la gmina de Brojce.

## Histoire
De 1637 à 1945, Broitz fait partie de l'arrondissement de Greifenberg-en-Poméranie au sein de la province de Poméranie.

## Culture locale et patrimoine

### Patrimoine religieux

#### Église de Brojce
L'église, ainsi que son cimetière adjacent, ont été construits au XVe siècle. Il s'agit d'un édifice de style gothique, situé au centre du village. En 1619, un clocher en bois est ajouté. En 1866, le bâtiment fait l'objet de rénovation. En 1909, une chapelle est ajoutée à l'ensemble. Par la suite, entre 1989 et 1990 l'église est à nouveau agrandie. Les fonts baptismaux du XVIIe siècle ont été financés par la famille von Manteuffe. L'édifice abrite également un autel baroque du XVIIIe siècle, ainsi qu'un orgue.